# 崇礼門放火事件
崇礼門放火事件（スンネもんほうかじけん）は、2008年2月10日に大韓民国ソウル特別市中区で発生した放火事件。
韓国の国宝第1号に指定されている崇礼門（通称：南大門）が放火され、木造部分が焼失した事件である。

## 事件の概要

### 火災発生
2008年2月10日午後8時50分頃、崇礼門から火の手が上がったとの市民の通報があり、ソウル市消防は消防車32台と消防隊員128人を現場に直行させた。
しかし消防士たちは、消火活動により国宝である崇礼門を損壊することを恐れ、消火活動ははかばかしくなかった。10時30分ごろには炎は見えなくなり煙を出してくすぶるのみとなったことで鎮火できると安堵感も出たが、11時ごろになると建物内部の火が炎をあげて一気に燃え広がった。
狼狽した消防はしきりに放水を行ったが、もはや火勢は留めようもなく、2月11日0時を過ぎたころから、屋根の崩落が始まり土瓦が音を立てて地上に落下し始めた。1時54分には、テレビで見守っていた多くの韓国国民の面前で、建物全体が大音響とともに崩壊した。
結局、360人以上の消防士の努力も空しく、崇礼門は完全に焼失した。
残ったのは、譲寧大君の揮毫による「崇礼門」の扁額一枚だけであった。これは、火勢が強まった際に、焼失を避けるためクレーンをもって取り外されたためである。

### 犯人の逮捕
当初、ソウル地方警察庁ソウル南大門警察署の署長は、火災の原因は照明設備の漏電か放火によるものと記者会見で発表した。しかし、燃え始めたのは木造の2階部分であり、照明設備のある1階部分ではなかったので、漏電説の可能性は低く、何者かによる放火説の疑いが強くなった。
事件翌日の2月11日、韓国警察は仁川広域市の江華島で69歳の男を逮捕した。男はシンナーを崇礼門に撒き、ライターで火をつけたことを自供した。

## 犯人
犯人はこれまで20年近く京畿道高陽市で占い師をしていた。ところが都市再開発事業により、土地の立ち退きが迫られることとなった。犯人は立退き料として4億ウォンを提示したが、当局は建物も含めて1億ウォンの補償額が妥当だとし交渉が決裂した。そして、2006年3月に行政代執行が実施され、犯人は家から退去することになった。
そのころから犯人は社会への復讐を思い立ち、4月に昌慶宮文政殿を放火した。そして文化財保護法違反で懲役1年6月、執行猶予2年が言い渡され、併せて追徴金1300万ウォンの支払いが命じられた。犯人は「追徴金が高すぎる」とますます政府や社会への敵意を募らせ、崇礼門の放火を決意したという。
2008年4月25日、ソウル中央地方法院は犯人に対し、懲役10年の実刑判決を言い渡した。

## 事件が与えた影響
崇礼門焼失の報は韓国国民を震撼させ、多くの人々を悲しませた。次期大統領に内定していた李明博は、真っ先に政権引継委員会の委員長や副委員長とともに現場を視察した。
また、崇礼門復元のために多くの義援金が集まった。

## 復元計画

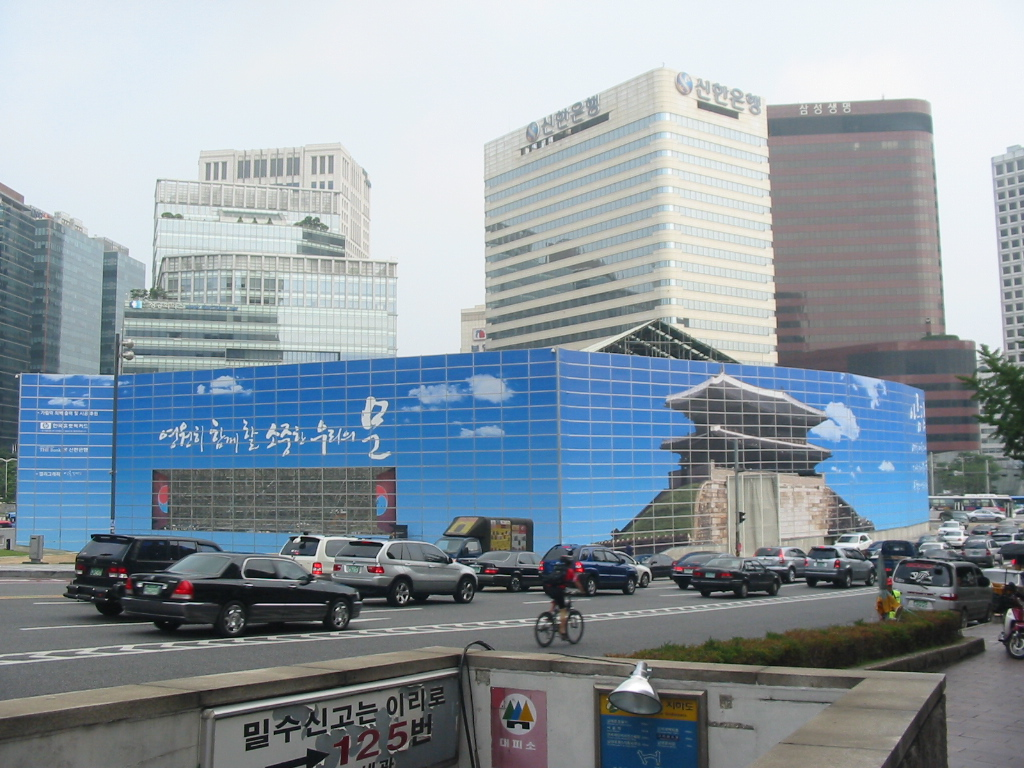
復元中の崇礼門（2008年7月）

韓国文化財庁は、1960年代初期の修繕報告書や2006年に作成された精密実測図に基づき、崇礼門の復元を実施すると発表した。
- 「崇禮門」の額は、2008年2月より3ヶ月かけて復元する。
- 本体の復元は2010年1月から開始し、2013年までに完成させる。
- 周辺の地盤を19世紀末の高さに戻す。
- 復元費用は200億ウォンを見込んでいる。

## 復元
2010年2月10日から、2013年4月まで復元工事が行われ、同年5月4日に復元記念式典が行われ5年3ヶ月振りに復元された。しかし同年10月頃から塗料の剥がれや木材のひび割れが見られ、12月頭より入場が禁止されている。詳細は崇礼門を参照。
2016年6月23日、8年ぶりに崇礼門把守儀式が再開された。

## 写真

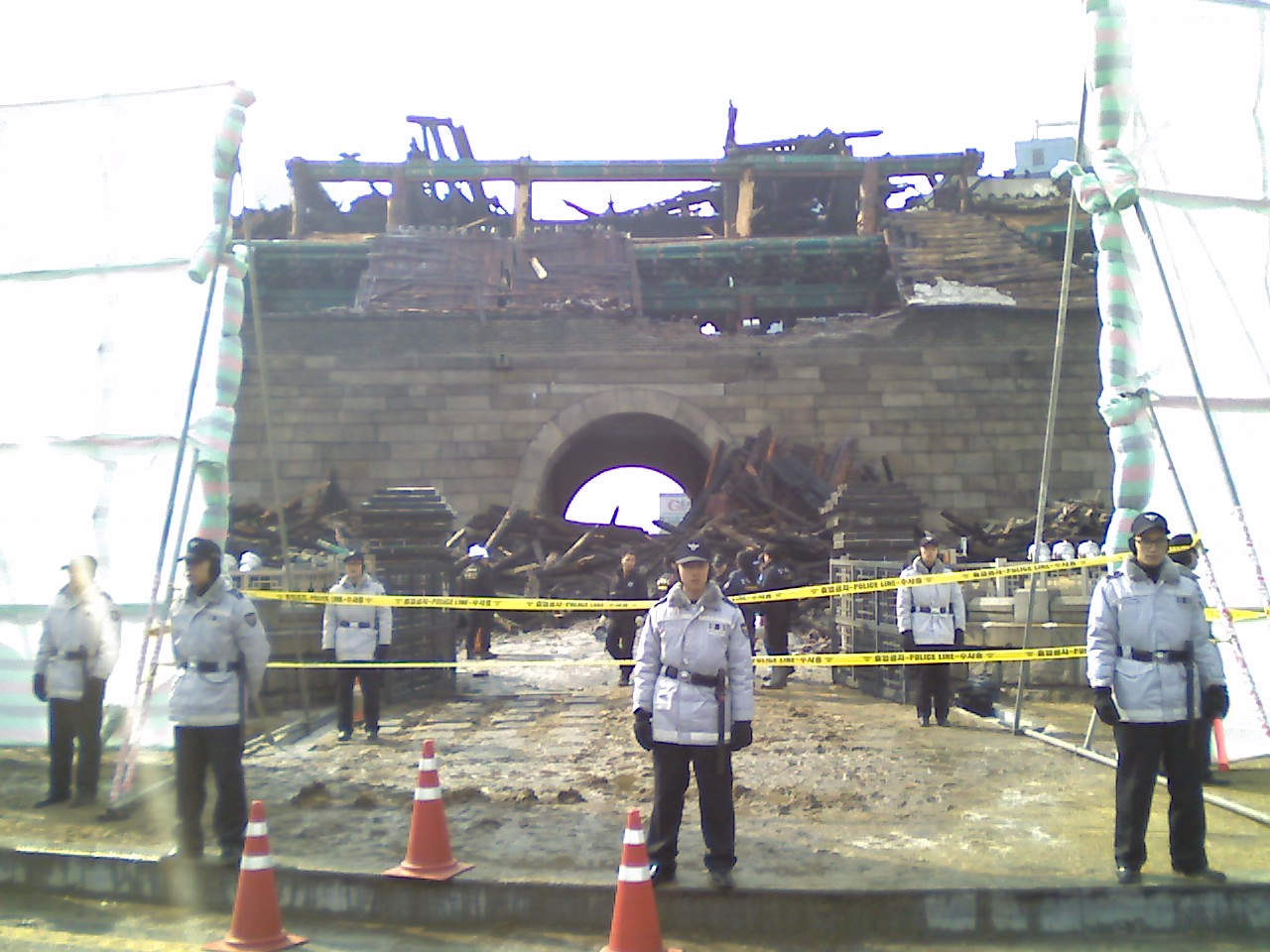